# Нескінченне літо
Нескінче́нне лі́то (рос. Бесконечное лето, англ. Everlasting Summer) — ероґе-візуальний роман, розроблена командою розробників Erogame Project і випущена 21 грудня 2013 під лейблом Soviet Games на PC. 19 листопада 2014 гра з'явилася у мережі Steam. Рекламувалася як перша російська ероге. Містить численні відсилки до субкультури іміджборд в іменах, назвах і візуальному ряді.
Гра оповідає про молодого відлюдькуватого чоловіка Семена, котрий загадковим чином потрапляє з сучасності до радянського піонерського табору. Знайомлячись з його населенням, Семен налаштовує стосунки з піонерками і пробує розгадати таємниці цього місця.

## Ігровий процес
Традиційно для жанру візуальних романів, гравець спостерігає змінювані картинки та діалоги, іноді маючи можливість обрати розвилку сюжету вибором з-поміж кількох варіантів. Гра використовує тексти та спрайти аналогічні багатьом японським візуальним романам і працює на ігровому рушії Ren'Py. Вона пропонує кілька гілок сюжету, які ведуть до різних фіналів. Вже бачені раніше діалоги є можливість швидко прокрутити до моменту появи нових. Персонаж гравця переміщується згідно гілок сюжету, або іноді за вибором гравця, вказаним на карті.
Метою гри є за тиждень побудувати стосунки з котроюсь із дівчат, знайшовши до неї підхід. Це вимагає правильних питань і відповідей у діалогах, звертання уваги в певні моменти на свою пару, або, навпаки, ігнорування.
Всього існує кілька фіналів, відповідно до обраної партнерки. Проте лише з однією з них сюжет «істинний», щоб отримати його, гравець повинен попередньо пройти всі доступні гілки сюжету.

## Сюжет
Головний герой гри — самотній молодий чоловік Семен. Він живе за рахунок випадкових фрилансових замовлень і проводить більшу частину свого часу в інтернеті на анонімних іміджбордах. Одного зимового дня Семен вирушає на зустріч випускників, сідає на автобус № 410 (мем російських іміджборд — «пекельний автобус»), де засинає, а прокидається біля воріт річного піонертабору «Совеня». Виявивши, що він загадковим чином перемістився не тільки у просторі, але і у часі, потрапивши з зими 2008 року до літа 1980-х, Семен намагається розібратися, як і для чого він тут опинився, чому став виглядати як 17-річний підліток і як йому повернутися назад у свій світ. Однак незабаром він зближується з іншими піонерами (а особливо — з піонерками) і поступово входить до табірної рутини. Семена чекають сім насичених днів, протягом яких йому належить дізнатися, чи є це для нього шанс почати нове життя або ж покарання, здатне обернутися нескінченним кошмаром.

## Персонажі та гілки сюжету
Прототипами для персонажів стали маскоти, а також уже існуючі на теренах пострадянського простору герої.
- Семен (рос. Семён) — головний герой. Збірний образ стереотип типового відвідувача іміджбордів — худорлявий і неголений, відлюдькуватий і малознайомий з реальним життям. Ім'ям послугував мем «Семен Персунов» (від англ. same person) — той самий користувач, що заходить на іміджборд, видаючи себе за кількох осіб. Його альтер-его є загадковий Піонер (Піонери), який розуміє, що діється в таборі, та не може з нього вибратися. Один з Піонерів переконує, що Семен приречений вічно переживати той самий тиждень, тоді як інший твердить, що вихід існує. Не побудувавши стосунків з жодною з піонерок, Семен отримує один з двох фіналів. У першому так само несподівано отямлюється вдома і продовжує колишнє життя. За іншого, якщо слухає злого Піонера, той заводить його в ліс і все починається спочатку.
- Аліса Двачевська (рос. Алиса "ДваЧе" Двачевская) — ім'я запозичене з ранніх тредів про створення Двач-тян, однойменного і найвідомішого персонажа іміджборда Двач (2ch). Дівчина з рудим волоссям, хвостиками у вигляді блискавок, одягнена у міні-спідницю і білу блузку з зав'язаною піонерською краваткою. Вміє грати на гітарі і любить плавання. Різка у висловлюваннях хуліганка, проте за цим образом ховає свою наївність та боязкість, а також сором'язливість у стосунках. При хорошому фіналі з нею Семен освідчується їй у коханні. Отямившись у реальності, він стає музикантом і з часом на одному з концертів зустрічає дуже схожу на неї дівчину. При поганому фіналі стосунки з нею так само змінюють життя Семена на краще, однак дівчини він не зустрічає.
- Олена (рос. Лена) — прототипом є Сумовита-тян (Уныл-тян), основний, на даний момент, персонаж Ичана (iichan). Спочатку Сумовита-тян була лише зображенням силуету плачливої дівчинки з двома косичками, згодом був намальований образ дівчинки з фіолетовим волоссям у традиційній японській шкільній формі темних тонів, подібній формі Юкі Нагато. Олена сором'язлива і полюбляє читати, але здатна демонструвати рішучість і суворість. Хороший фінал з нею описує як Семен розповідає Олені, що він з майбутнього. Несподівано, вона вірить і Семен їде разом з нею з табору. Вони проживають наповнене радощами і прикрощами життя, поки одного разу Семен не прокидається в своїй квартирі з початку гри. Поганий фінал показує сварку Семена з Оленою. Дівчина, котра кохала його від першого знайомства, вчиняє самогубство, а Семен з поверненням у реальність робить те саме.
- Славя — героїня, прототипом якої стала Славя-тян, персонаж, що народився на Двачі у 2007. Славя-тян є збірним тематичним персонажем слов'янської зовнішності у традиційному одязі. Славя намагається всім догодити, від працівників табору, до піонерів. Іноді вона користується довірою задля власної вигоди. Її сюжет має дві розвилки. В поганій Семен розповідає, що він з майбутнього, однак Славя не вірить. Він повертається в реальність, сподіваючись зустріти Славю, але згодом розуміє, що це лише нездійснення мрія. В хорошому фіналі Семен також повертається додому, але згодом зустрічає на зупинці схожу на Славю дівчину і вони успішно знайомляться.
- Уляна (рос. Ульяна) — прототипом стала СРСР-тян, перший персонаж Двача (2006). Дівчина з яскраво-червоним волоссям у червоній футболці з написом СРСР і жовтою спідницею. Ім'я походить від справжнього прізвища В. І. Леніна. Наймолодша з усіх, вона жвава і непосидюча, щира, хоча любить збиткуватися зі знайомих. Оскільки вона не має 16-и років, гілки сюжету з нею не містять еротичних сцен. У хорошому фіналі з Уляною Семен засинає поряд з нею, а прокидається в реальності. Пережите спонукає його повернутися до навчання, він успішно стає студентом і одного разу зустрічає вже дорослішу Уляну, з якою знайомиться. В поганому фіналі Уляна так і не приходить.
- Міку (рос. Мику) — оригінальне ім'я Міку Хацуне, маскота проєкту Vocaloid. Завідує музичним гуртком і сама вміє грати на різних інструментах. Позитивна і життєрадісна, вона вирізняється балакучістю, чим дратує оточуючих. Сюжет з нею є пародією на молодіжні фільми жахів. Семен виявляє, що пригоди в «Совеняті» наснилися йому, а Міку — його колишня дівчина, з якою він знімає фільм у піонерському таборі. Раптом обоє опиняється в минулому, де починаються жахливі й непоясненні події: хтось жорстоко вбиває піонерок, а з табору неможливо втекти. Врешті пригоди в минулому виявляються придуманим Міку сценарієм, а Семен відновлює з нею стосунки.
- Юля — кицедівчинка, що з'являється тільки після відкриття 5 гарних кінцівок і кінцівки Міку. Вона є ЮВАО-тян, персонажем мережевого фольклору, що начебто живе в Південно-східному адміністративному окрузі (Юго-восточный административный округ, ЮВАО) Москви. Вона є певною мірою надприродною істотою, яка живе в лісі та має уявлення що насправді відбувається в таборі. З нею можливі особиста і гаремна «істинні» гілки сюжету. В особистій табір наповнюють альтернативні версії Семена, а Юля виявляється призначеною спрямувати його в правильному напрямку. Семен прокидається в своїй квартирі і бачить в ліжку дівчину (хто це буде визначить гравець), після чого подумки говорить, що цілком задоволений своїм життям, а «Совеня» певно лише наснилося. В гаремному фіналі він від'їжджає з рештою піонерів на автобусі з табору і засинає. Прокинувшись у квартирі, Семен чує дзвінок у двері. На порозі стоять схожі на бачених у «Совеняті» дівчата, що розповідають про власні пригоди в таборі. Оскільки Юлі з ними немає, Семен вирішує разом з новими подругами до кінця з'ясувати що ж це було.
- Євгенка (рос. Женя) — прототипом став Міцгол. Також народилася на Двачі і зобов'язана своєму існуванню скандально відомому блогеру та учаснику ряду інтернет-проектів Міцголу.
- Ольга Дмитрівна (рос. Ольга Дмитриевна) — Мод-тян, творець і адміністратор іміджборду Ичан. Внаслідок конспіративної поведінки, стать прототипу залишається відкритим питанням, «Мод-тян навмисно пише повідомлення так, щоб з них не було ясно, якої статі автор». У грі вона — молода піонервожата, що намагається виглядати суворою. Через відсутність місць Семен живе саме в її будиночку.
- Віола (рос. Виола) — медсестра табору, жінка середніх років з гетерохромією. Її прообразом є Колайдер-сама — маскот Великого адронного колайдера.
- Сашко (рос. Шурик) — однойменний персонаж із серії радянських комедій, якого зіграв Олександр Дем'яненко. Більшість часу проводить у гуртку кібернетиків.
- Електронік (рос. Электроник) — прототипом став головний герой серіалу «Пригоди Електроніка». Разом з Сашком є частим відвідувачем гуртка.

## Розробка
Розробка гри почалася у травні 2008, коли на іміджборді Ичан (IIchan) було почато тред з питанням чи зацікавить відвідувачів іміджборди ероге з її маскотами. Автором класичних маскотів і започатковувачем треду був користувач Huyase, інакше відомий як Художник-кун. Ідея зацікавила читачів і до серпня було оформлено уявлення про гру як несерйозну ероге. Впродовж наступних місяців формувався текст, однак інтерес до проекту охолов, а реальної підтримки його розвитку майже не надавалося. Художником фонів став дизайнер-фрилансер Арсеній Чебиткін (ArseniXC), доти вже відомий в онлайн-галереях 2D і 3D графіки. Персонажі, фони, музика створювалися окремо від тексту на основі загальних уявлень. Гра не мала ні чіткого сюжету, ні навіть фабули. В грудні 2008 у блозі проекту було оприлюднено висновок, що розробка триває стихійно, твориться здебільшого анонімами і необхідно відійти від справ, щоб переглянути всі напрацювання.
На початку 2009 року анонім, що мав доступ до матеріалів розроблюваної гри, прозваний Щуром-куном (Крыса-кун) оприлюднив напрацювання без згоди їхніх авторів. Свої дії він мотивував тим, що лідери проекту ведуть гру до занепаду. Це привернуло увагу до ероге і підштовхнуло розробників до роботи над механікою й сценарієм. Сам процес став більш структурованим, сюжет формувався за ігровими днями, а не розрізнено. Розробники рідко розповідали про новини проекту, хоча і зрідка публікували інформацію про побічні роботи абстрактні обіцянки швидкого релізу. На квітень 2009 року було відомо про прихід другого сценариста, введення карти місцевості, активізацію роботи художників. Було розроблено набір персонажів, їхні передісторії. Семен в одному з фейків описувався товстуном, що пізніше було спростовано. На честь Дня Перемоги було викладено коротку демо-версію, яка не стосувалася подій запланованої ероге. Охочі долучитися до роботи приходили і відходили, поки в серпні 2009 ArseniXC не створив розкадровку вступного відеоролика. Тоді в блозі гри було написану новину, де говорилося, що проект нарешті отримав міцний фундамент, проте єдиний сценарист покинув проект. Маючи вже чимало матеріалів, гра зупинилася в розвитку.
Перша повноцінна демо-версія вийшла в січні 2010. Виявилося, що нею зацікавилися й на зарубіжних іміджбордах. Загалом демо-версія отримала численну критику. Вона стосувалася дизайну персонажів, різкої різниці між стилем фонів та спрайтами, художнім рівнем тексту, численних помилок. Того ж місяця було випущено побічний візуальний роман про ЮВАО-тян і Славю. Врешті, у вересні 2010, сюжет було завершено і почалося доопрацювання картинок, музики та програмного коду. В грудні вийшла побічна гра, присвячена зимовим передноворічним пригодам у «Совеняті».
У лютому 2011 року гра отримала справну версію, в яку можна було повноцінно грати, хоча багато ресурсів ще були відсутні. Тільки в червні візуальний роман зрештою отримав назву — «Нескінченне літо». У вересні доопрацьовувалися картинки й скрипти, гра увійшла в стадію альфа-версії. Згодом розробники переробили інтерфейс і ввели нові фінали. В лютому 2012 року більшість фонів, спрайтів і музики було завершено. Через зайнятість художників розробка загальмувала і попередні дати виходу повної версії вкотре було відкладено. На вересень 2012 тривало тестування і «Нескінченне літо» вже була майже завершена, виправлялися помилки, а текст професійно редагувався.
Тривалий час не було новин щодо «Нескінченного літа», а 5 листопада 2013 художник спрайтів, що представився як Смолєв (SoraSora), виразив своє невдоволення тим, що в його роботи без його відома було внесено зміни. Пізніше ці виправлення було подано як патч. На знак протесту проти цього і «самоуправства» сценариста він оприлюднив попередню версію гри. Випуск фінальної російської версії відбувся 21 грудня. Гра розповсюджувалася безкоштовно за ліцензією Creative Commons 4.0 (дозволяється вільне некомерційне використання із зазначенням авторства і посиланням на оригінал). Англійська версія була випущена 19 листопада 2014 і тоді ж гра стала доступною в Steam. Через цей сервіс вона поширюється безкоштовно з російською, англійською, італійською, іспанською і китайською локалізаціями.
Перекладом гри українською займалася спільнота інтернет-порталу «Гуртом», впродовж 2015 року. Проект було завершено майже на три чверті в 2016, та подальша робота на кілька місяців призупинилася. Підставою став закон про декомунізацію «Про засудження комуністичного та націонал-соціалістичного режимів». Оскільки «Нескінченне літо» містить радянську символіку, зокрема піонерську, що забороняється цим законом, локалізатори призупинили подальший переклад. Проект було завершено в 2017 році зі спеціально доданим напівжартівливим повідомленням, де зазначається, що вся така символіка використовується виключно з художньою метою[джерело?].

## Саундтрек
Музика для гри була створена композитором Сергієм Єйбогом та гуртом Between August and December в період між 2008 і 2013 роком. Композиції розділені на два альбоми: «Everlasting Summer: Bright Side» (з композиціями від Сергія Єйбога) та «Everlasting Summer: Dark Side» (з композиціями від Between August and December), що разом формують «світлу» і «темну» частину саундтреку Нескінченного літа. Також до офіційного саундтреку відноситься мініальбом Between August and December «Everlasting Summer: Bonus Tracks», проте треки з нього не використовуються в самій грі. Окрім композицій з офіційного саундтреку, в грі можна почути трек Сергія Єйбога «Sparkles» та композицію Between August and December «Revenga». Деякі мелодії з саундтреку, такі як: «Let's Be Friends», «Forest Maiden», «Mystery Girl» та ін., пов'язані з конкретними персонажами роману й є їхньою власною музичною темою.  
| Everlasting Summer: Bright Side | Everlasting Summer: Bright Side      | Everlasting Summer: Bright Side |
| #                               | Назва                                | Тривалість                      |
| ------------------------------- | ------------------------------------ | ------------------------------- |
| 1.                              | «Everlasting Summer»                 | 2:36                            |
| 2.                              | «Door To Nightmare»                  | 1:57                            |
| 3.                              | «A Promise From Distant Days»        | 1:40                            |
| 4.                              | «I Want To Play»                     | 1:44                            |
| 5.                              | «Raindrops»                          | 2:19                            |
| 6.                              | «Let's Be Friends (Lena Theme)»      | 2:03                            |
| 7.                              | «So Good To Be Careless»             | 1:58                            |
| 8.                              | «Trapped In Dreams»                  | 2:27                            |
| 9.                              | «Dance Of Fireflies»                 | 2:07                            |
| 10.                             | «Timid Girl»                         | 1:22                            |
| 11.                             | «I Don't Blame You»                  | 2:14                            |
| 12.                             | «Feeling Good»                       | 1:28                            |
| 13.                             | «What Do You Think Of Me?»           | 1:33                            |
| 14.                             | «Eat Some Troubles!»                 | 1:40                            |
| 15.                             | «Farewell To The Past»               | 2:18                            |
| 16.                             | «Afterword»                          | 2:14                            |
| 17.                             | «Two Glasses Of Melancholy»          | 2:05                            |
| 18.                             | «Waltz Of Doubts»                    | 1:52                            |
| 19.                             | «I Tried To Bring It Back»           | 2:06                            |
| 20.                             | «You Lost Me»                        | 2:25                            |
| 21.                             | «Went Fishing, Caught A Girl»        | 1:27                            |
| 22.                             | «Mystery Girl»                       | 1:47                            |
| 23.                             | «Forest Maiden»                      | 1:34                            |
| 24.                             | «Always Ready»                       | 1:34                            |
| 25.                             | «Get To Know Me Better»              | 1:23                            |
| 26.                             | «Goodbye Home Shores»                | 1:52                            |
| 27.                             | «Silhouette In Sunset»               | 1:33                            |
| 28.                             | «No Tresspassing»                    | 1:38                            |
| 29.                             | «Confession»                         | 1:51                            |
| 30.                             | «Meet Me There»                      | 2:29                            |
| 31.                             | «Memories»                           | 0:58                            |
| 32.                             | «Miku's Song»                        | 0:47                            |
| 33.                             | «My Daily Life»                      | 2:15                            |
| 34.                             | «Reflection On Water»                | 2:12                            |
| 35.                             | «Reminiscences»                      | 1:45                            |
| 36.                             | «She Is Kind»                        | 1:04                            |
| 37.                             | «Smooth Machine»                     | 2:18                            |
| 38.                             | «Sweet Darkness»                     | 2:11                            |
| 39.                             | «Take Me Beautifully»                | 1:59                            |
| 40.                             | «Your Bright Side»                   | 2:16                            |
| 41.                             | «Miku's Song - Flute Version»        | 0:39                            |
| 42.                             | «Memories - Piano Version»           | 0:58                            |
| 43.                             | «Just Think»                         | 1:42                            |
| 44.                             | «Mystery Girl - Alternative Version» | 2:23                            |

| Everlasting Summer: Dark Side | Everlasting Summer: Dark Side | Everlasting Summer: Dark Side |
| #                             | Назва                         | Тривалість                    |
| ----------------------------- | ----------------------------- | ----------------------------- |
| 1.                            | «Blow with the Fires»         | 02:21                         |
| 2.                            | «Orchid»                      | 02:18                         |
| 3.                            | «You Won't Let Me Down»       | 02:01                         |
| 4.                            | «Awakening Power»             | 01:06                         |
| 5.                            | «Into the Unknown»            | 03:38                         |
| 6.                            | «Doomed to be Defeated»       | 01:46                         |
| 7.                            | «Drown»                       | 01:30                         |
| 8.                            | «Faceless»                    | 01:58                         |
| 9.                            | «That's our Madhouse»         | 02:05                         |
| 10.                           | «Eternal Longing»             | 01:32                         |
| 11.                           | «Glimmering Coals»            | 00:58                         |
| 12.                           | «Lightness»                   | 01:12                         |
| 13.                           | «Gentle Predator»             | 01:20                         |
| 14.                           | «Heather»                     | 02:21                         |
| 15.                           | «Heather»                     | 02:21                         |
| 16.                           | «ScaryTale»                   | 01:27                         |
| 17.                           | «Torture»                     | 01:50                         |
| 18.                           | «Sunny Day»                   | 07:52                         |
| 19.                           | «410»                         | 02:57                         |

| Everlasting Summer: Bonus Tracks | Everlasting Summer: Bonus Tracks                        | Everlasting Summer: Bonus Tracks |
| #                                | Назва                                                   | Тривалість                       |
| -------------------------------- | ------------------------------------------------------- | -------------------------------- |
| 1.                               | «A Promise From Distant Days (Silent Owl Cover)»        | 01:00                            |
| 2.                               | «A Promise From Distant Days (Full) (Silent Owl Cover)» | 01:45                            |
| 3.                               | «Sayonara Cruel World (Reworked)»                       | 01:36                            |
| 4.                               | «Semi-On (Reworked)»                                    | 01:16                            |

## Відгуки
Гра отримала хороші відгуки ігрових критиків. Станом на початок 2017, Visual Novel Database давав грі середню оцінку 7,32 (добре) з більш ніж тисячі голосів, а понад 4200 користувачів Steam дали грі 92 % рейтинг рекомендації.
Два російськомовні ігрові сайти, ITN Daily і Kanobu.ru, дали дуже позитивні відгуки, хоча й зазначалася невелика варіативність сюжету і необхідність пройти всі його гілки для повного розуміння. Рецензія Kanobu відзначила: «І хоча піджанр гри — ероге (від еротики тут, правда, залишилося по парі скромних хентай-малюнків на третину всіх гілок, які можна навіть не включати), вона не стільки про „пік-ап“, скільки про стосунки людей у цілому, про важливість впевненого способу мислення, любові до самого себе і про безліч інших простих життєвих речей, про які ми часто або забуваємо або просто навіть не замислюємося». Рецензент на Thumbsticks дав англомовній версії менш сприятливий відгук після її виходу в Steam. Зазначався недосконалий переклад, сильна різниця між стилями фонів і спрайтів, клішовані характери персонажів. «Коли є кращі безкоштовні візуальні романи, так і як Sunrider або Katawa Shoujo, я не можу щиро рекомендувати цю» — було сказано у вердикті.